# 10e division d'infanterie indienne

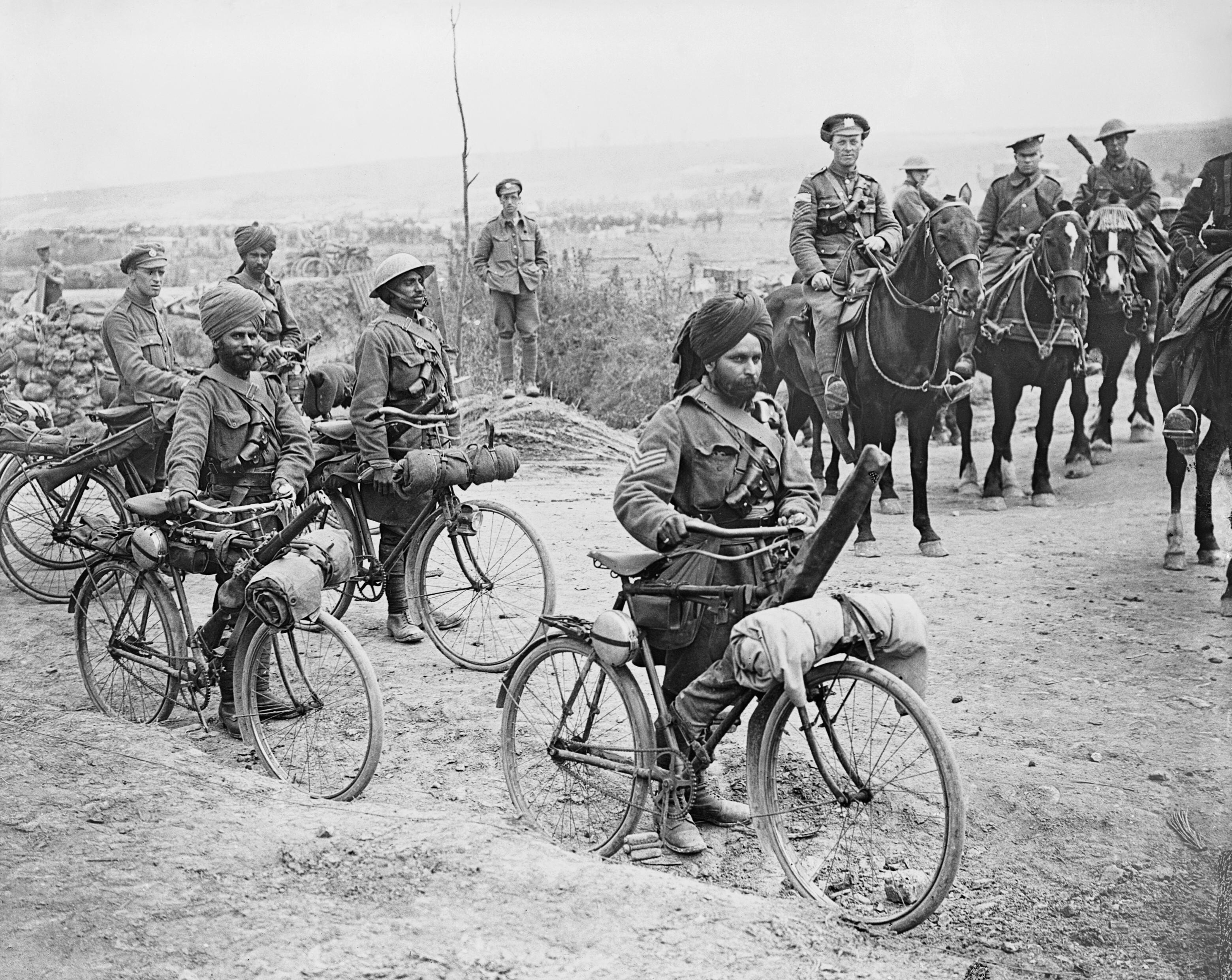
Soldats indiens durant la première guerre mondiale.

 (juillet 2024).
Pour les articles homonymes, voir 10e division.
La 10e division d'infanterie indienne (10th Indian Infantry Division) est une division indienne de l'Armée de l'Inde (British Indian Army) ayant combattu sur différents théâtres d'opérations pendant la Première et la Seconde Guerre mondiale.

## Seconde Guerre mondiale
Au cours de ce conflit, la 10e Division est active sur de nombreux fronts. En quatre ans, elle parcourt plus de 4 000 km depuis Téhéran, en Iran jusqu'à Trieste, en Italie. Elle prend part aux combats dans trois batailles de faible importance, et participe à plusieurs grandes campagnes : guerre anglo-irakienne, Invasion de la Syrie et du Liban, invasion anglo-soviétique de l'Iran, campagne d'Afrique du Nord, et campagne d'Italie.
- Avril - mai 1941 : Guerre anglo-irakienne : Bassora, Bagdad, Mossoul ;
- juin - juillet 1941 : Syrie et au Liban ;
- août - septembre 1941 : invasion anglo-soviétique de l'Iran ;
- octobre - décembre 1941 : Siège de Tobrouk [1];
- 1942 - 1943 : Chypre ;
- mars 1944 - mai 1945 : Campagne d'Italie.

## Commandement
- 1914 - 1918 : général George John Younghusband
- 1940 - 1945 : général Denys Whitehorn Reid

## Effectifs

### 28eBrigade d'infanterie indienne
- QG
- BN 5th Gurkha Rifles
- BN 51th Frontier Force Regiment
- BN 53th Frontier Force Regiment

### 29eBrigade d'infanterie indienne
- BN 6th Gurkha Rifles
- BN 14th Frontier Force Regiment
- BN 69nd Punjab Regiment (en)
- BN 89nd Punjab Regiment

### 30eBrigade d'infanterie indienne
- BN 7th Frontier Force Regiment
- BN 24e Punjab Regiment
- BN 76e Punjab Regiment
- BN 126th Baluchistan Infantrie

### 32eBrigade d'infanterie indienne
- BN 27e Punjab Regiment
- BN 93e Burma Infantry
- BB 4th PWO Gurkha Rifles
- BN 128th Pionniers

- 105th Indian Field Ambulance
- 108th Indian Field Ambulance
- 123 rd Indian Field Ambulance
- 135th Indian Field Ambulance